# 143e division d'infanterie (Allemagne)
La 143e division d'infanterie est une des divisions d'infanterie de l'armée allemande (Wehrmacht) durant la Seconde Guerre mondiale. Cette division ayant servi principalement de réserve elle est également connue sous le nom de 143. Reserve-Division et 143. Ersatz-Division.

## Création
La 143e division d'infanterie est formée le 28 novembre 1939 à Francfort-sur-l'Oder dans le Wehrkreis III en tant que division de l'Armée de remplacement.
Le 18 septembre 1942, elle sert de réserve et est appelée 143. Reserve-Division.
Elle est transférée en Ukraine en octobre 1942 et est dissoute en décembre 1943.

## Organisation

### Commandants
| Date                                 | Grade                  | Commandant      |
| ------------------------------------ | ---------------------- | --------------- |
| 1er décembre 1939 - 14 mai 1940      | General der Infanterie | Karl von Roques |
| 14 mai 1940 - 18 septembre 1942      | Generalleutnant        | Paul Stöwer     |
| 18 septembre 1942 - 21 décembre 1943 | Generalleutnant        | Paul Stöwer     |

## Théâtres d'opérations
- Allemagne : novembre 1939 - Octobre 1942
- Ukraine : octobre 1942 - Décembre 1943

## Ordres de bataille
Mars 1940
- Infanterie-Ersatz-Regiment 3
- Infanterie-Ersatz-Regiment 68
- Infanterie-Ersatz-Regiment 208
- Infanterie-Ersatz-Regiment 257
- Artillerie-Ersatz-Regiment 3
- Kavallerie-Ersatz-Abteilung 9
- Panzerjäger-Ersatz-Abteilung 43
- Pionier-Ersatz-Bataillon 68
- Eisenbahn-Pionier-Ersatz-Bataillon 1
- Fahr-Ersatz-Abteilung 3
- Kraftfahr-Ersatz-Abteilung 23
- Bau-Pionier-Ersatz-Bataillon 3

Août 1941
- Infanterie-Ersatz-Regiment 68
- Infanterie-Ersatz-Regiment 76
- Infanterie-Ersatz-Regiment 208
- Artillerie-Ersatz-Regiment 168

1942
- Reserve-Grenadier-Regiment 68
- Reserve-Grenadier-Regiment 76
- Reserve-Grenadier-Regiment 208
- Reserve-Infanterie-Bataillon 122
- Reserve-Infanterie-Bataillon 169
- Reserve-Infanterie-Bataillon 188
- Reserve-Infanterie-Bataillon 323
- Reserve-Infanterie-Bataillon 337
- Reserve-Infanterie-Regiment 386
- Reserve-Infanterie-Bataillon 397
- Reserve-Infanterie-Bataillon 512
- Reserve-Infanterie-Bataillon 230
- Reserve-Infanterie-Bataillon 479
- Reserve-Artillerie-Abteilung 257
- Reserve-Pionier-Bataillon 68